# Catocala conversa
Catocala conversa é uma espécie de insetos lepidópteros, mais especificamente de traças, pertencente à família Erebidae.
A autoridade científica da espécie é Esper, tendo sido descrita no ano de 1783.
Trata-se de uma espécie presente no território português.